# Unidades de medida de la Antigua Grecia
Las unidades de medida de la antigua Grecia se conformaron, en general, de acuerdo a las Unidades de medida en el Antiguo Egipto, y constituyeron luego la base de las Unidades de medida de la antigua Roma.

Pese a que se podría sugerir que los egipcios descubrieron el arte de la medida, en realidad sólo con los griegos la ciencia de la medida comenzó a aparecer. El conocimiento griego de la geometría y su temprana experimentación con pesos y medidas, comenzaron pronto a respaldar su sistema de medidas con una base más científica. Comparativamente, el sistema romano, que fue posterior, no era tan avanzado....
Early Measurements and Standards
Canada Science and Technology Museum

Era frecuente que los patrones de medida dentro del mundo griego antiguo variaran según la región y las épocas. No obstante, la variación se registraba en las unidades fundamentales, manteniéndose usualmente la relación con múltiplos y submúltiplos. Los sistemas de medidas antiguos evolucionaron según las necesidades. Solón y otros codificadores incluso las reformaron “en bloque”.
Llegó un tiempo, en que ciertas unidades de medida se encontraron convenientes para el comercio dentro del área del Mediterráneo, y tales unidades se hicieron más y más comunes en las diferentes ciudades. Asimismo las mediciones y el uso de instrumentos para realizarlas se fueron haciendo más sofisticados con el paso del tiempo. Alrededor de 500 a. C. Atenas ya tenía su propio sistema legal de pesas y medidas con imágenes de dioses. En el Tholos de Atenas se requería a los comerciantes que comprobaran sus instrumentos de medida con los patrones allí depositados.
Las unidades citadas en este artículo se refieren en general a las utilizadas en el Ática en la época clásica (ca. 400 a. C.). Un registro más detallado de otras unidades en otras partes del mundo griego y otras épocas pueden consultarse en el sitio: "Ancient Greek Measures", que ha servido de referencia para algunos datos de esta página. No obstante, ciertos equivalentes del sistema métrico se han modificado ligeramente, siguiendo fuentes (citadas en las referencias), más precisas y confiables. En ciertos casos, siguiendo a las fuentes, se ha redondeado la equivalencia (p.ej. adoptando 0,30 m en el pie para la longitud de los múltiplos). Para las definiciones de las unidades y su expresión en lengua griega se recurrió especialmente a Le Dictionnaire des Antiquités Grecques et Romaines de Daremberg y Saglio.

## Longitud
Las medidas griegas de longitud se basaban en el tamaño relativo de partes del cuerpo humano, como el pie y los dedos. Los valores específicos asignados a estas unidades variaban con el lugar y la época (p.ej. en  Egina un pie medía aproximadamente  13 pulgadas = 333 mm, mientras que en Atenas (Ática) se le asignaba 11.6 pulgadas = 296 mm). De todos modos las proporciones relativas entre unidades eran generalmente las mismas en todo el mundo griego.

### Unidades derivadas del dedo (“dáctilos”)
(plural: “dactiloi”)
| Unidad                                            | Nombre griego    | Equivalencia | Descripción                                             | Sistema métrico (m)            |
| ------------------------------------------------- | ---------------- | ------------ | ------------------------------------------------------- | ------------------------------ |
| daktylos                                          | δάκτυλος         | 1            | ancho de un dedo                                        | 0.066                          |
| kondylos                                          | κόνδυλος         | 2 daktyloi   | ancho de dos dedos juntos                               | 0.04                           |
| palaistē, palame, dōron, gronthos o daktylodochme | παλαιστή, δῶρον  | 4 daktyloi   | ancho palma de la mano (sin el pulgar)                  | 0.08                           |
| dichas, dihas, hēmipodion, hemipous o kynostomon  | διχάς, ἡμιπόδιον | 8 daktyloi   | medio pie                                               | 0.16                           |
| lichas, lihas                                     | λιχάς            | 10 daktyloi  | ancho dos palmas excluyendo los pulgares                | 0.20                           |
| orthodōron                                        | ὀρθόδωρον        | 11 daktyloi  | distancia desde la muñeca hasta la punta del dedo mayor | 0.22                           |
| spithamē                                          | σπιθαμή          | 12 daktyloi  | ancho de dos palmas incluyendo todos los dedos          | 0.24                           |
| pous (ático y olímpico)                           | ποῦς             | 16 daktyloi  | un pie                                                  | ático ≈ 296 mm; Egina ≈ 333 mm |
| pygmē                                             | πυγμή            | 18 daktyloi  | codo hasta base de los dedos                            | 0.36                           |
| pygōn                                             | πυγών            | 20 daktyloi  | 0.16                                                    | 0.40                           |
| pēchys                                            | πῆχυς            | 24 daktyloi  | "Codo" Desde el codo hasta el final de la mano abierta. | 0.48                           |
| pēchys basilēïos                                  | πῆχυς βασιλήιος  | 28 daktyloi  | codo real (adoptado de Egipto)                          | 0,56                           |

_

### Unidades mayores, múltiplos del pie ("pous")
(plural: "podes")
| Unidad                         | Nombre griego | Equivalente | Descripción                                                         | Sistema métrico (m)                       |
| ------------------------------ | ------------- | ----------- | ------------------------------------------------------------------- | ----------------------------------------- |
| pous                           | ποῦς          | 16 daktyloi | pie                                                                 | pie ático ≈ 296 mm; pie de Egina ≈ 333 mm |
| haploun bēma                   | ἀπλοῦν βῆμα   | 2.5 podes   | 1 paso simple                                                       | 0.80                                      |
| diploun bēma                   | διπλοῦν βῆμα  | 5 podes     | paso doble                                                          | 1.60                                      |
| orgyia                         | ὀργυιά        | 6 podes     | braza o ancho entre punta de los dedos con ambos brazos extendidos. | 1.92                                      |
| akaina, kalamos (?) o dekapous | ἄκαινα        | 10 podes    | -                                                                   | 3.20                                      |
| pletro                         | πλέθρον       | 100 podes   | medida de un lado del acre griego                                   | 32.00                                     |

### Largas distancias, múltiplos del estadio ("stadium")
(plural: "stadia")
| Unidad    | Nombre griego | Equivalente | Descripción                                          | Sistema métrico (m) |
| --------- | ------------- | ----------- | ---------------------------------------------------- | ------------------- |
| Stadium   | στάδιον       | 600 podes   | estadio ático                                        | ≈ 174.125           |
| diaulo    | δίαυλος       | 2 stadia    | -                                                    | 384.54              |
| hippikon  | ἱππικόν       | 4 stadia    | -                                                    | 769.08              |
| dolichos  | δόλιχος       | 12 stadia   | -                                                    | 2307.24             |
| parasanga | παρασάγγες    | 30 stadia   | adoptado de Persia (Odoiporikon Stadion = 157, 50 m) | 4725                |
| schoinos  | σχοινός       | 40 stadia   | adoptado de Egipto (Odoiporikon Stadion = 157, 50 m) | 6300                |

## Área

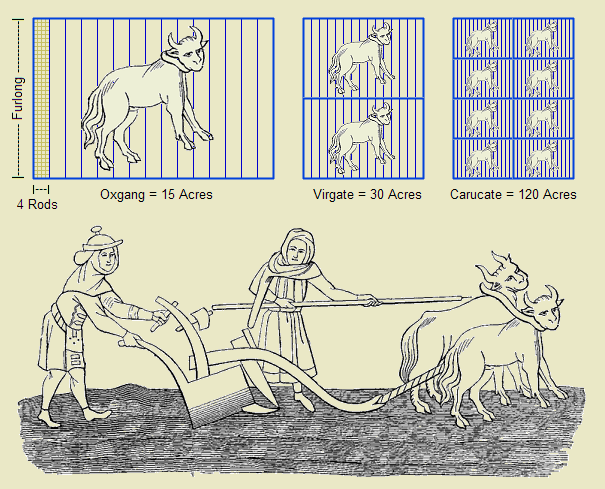
Esta obra representa seis unidades históricas de la medición de la tierra: el furlong, el rod, el oxgang, el virgote, el carucate, y el acre. Este trabajo relaciona las áreas con la labranza. Está realizada sobre la base de la copia de una miniatura de un manuscrito medieval.

Un pletro de superficie era tradicionalmente la cantidad de tierra que dos bueyes podían arar en un día (aproximadamente 1 acre = 4046,8 m²); más específicamente, era un área cuadrada de 100 pies (podes) o de un pletro de lado.
También se media el área en un sistema de medición llamado 'Sexometros' (Sm)

### Mayores que 1 metro cuadrado
| Unidad                | Nombre griego | Equivalencia Pous Cuadrados | Sistema métrico (m²) |
| --------------------- | ------------- | --------------------------- | -------------------- |
| bema (diploum)        | ἀπλοῦν βῆμα   | 25                          | 2.56                 |
| orgya                 | ὀργυιά        | 36                          | 3.6864               |
| akaina                | ἄκαινα        | 100                         | 10.24                |
| decaorgion o sokarion | δεκάωργον     | 360                         | 35.854               |
| dodecaorgion          | δωδεκάωργον   | 432                         | 44.237               |
| plethron              | πλέθρον       | 10000                       | 1024                 |
| gyges                 |               | 50000                       | 5120 = 5,12 km       |

## Volumen

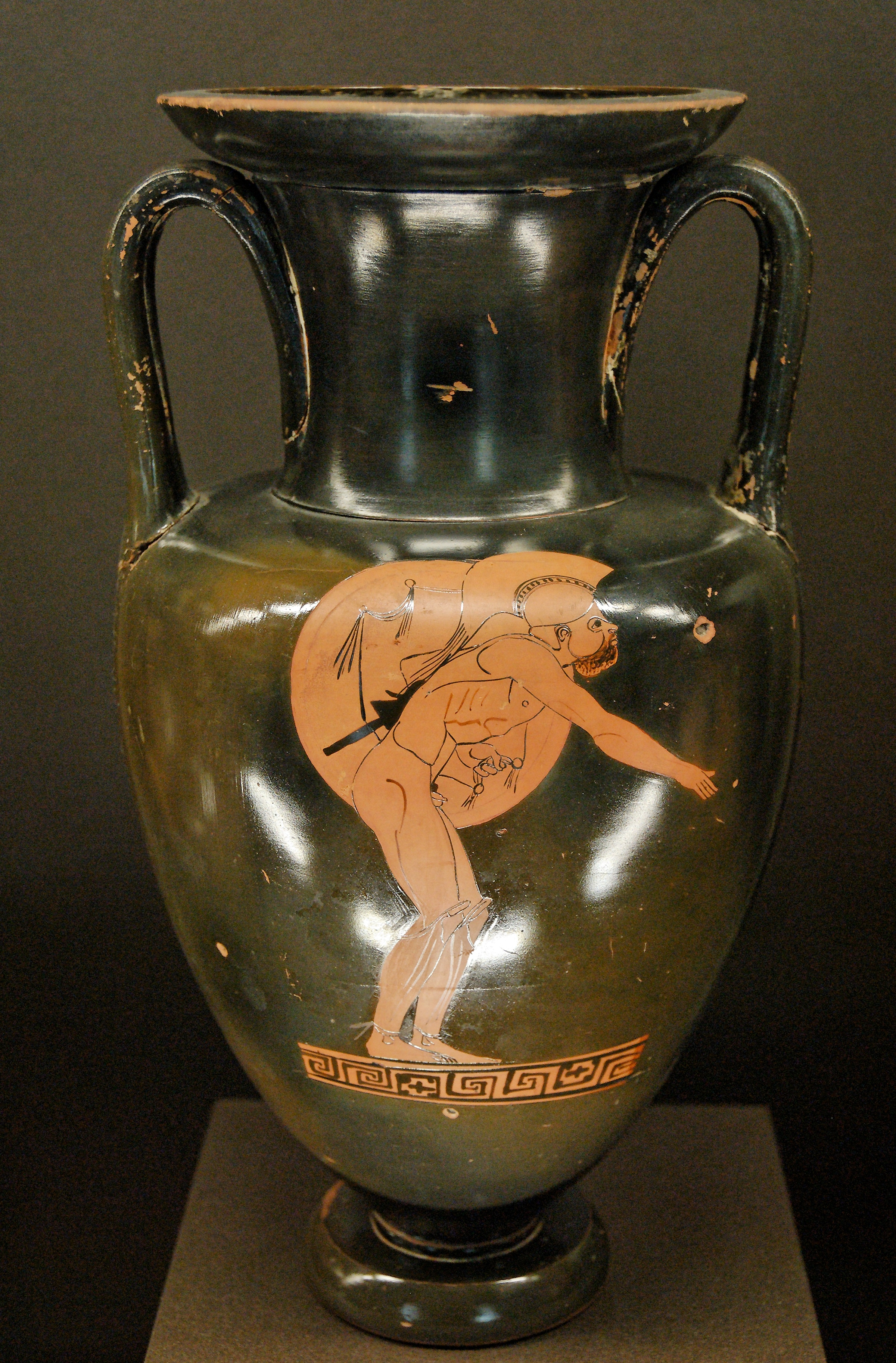
Ánfora que muestra un atleta corriendo el hoplitódromo, ca. 480 a. C., Louvre. El ánfora promedio de vino tenía una capacidad de 40 L

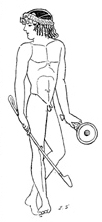
Efebo sosteniendo una copa en su mano izquierda y un en su derecha un kyathos (unidad de medida) para introducir en las ánforas y luego servir el vino.

Los griegos medían el volumen según capacidades “seca” o “líquida”, aptas respectivamente para medir granos o vino. Una unidad común a las dos medidas a lo largo de la antigua Grecia fue la cotila cuyo valor absoluto variaba de una región a otra entre 210 ml y 330 ml:

### Medidas secas
| Unidad       | Nombre griego | Equivalente    | Sistema métrico (dm³)                                   |
| ------------ | ------------- | -------------- | ------------------------------------------------------- |
| hemikotylion | ήμχοτύλιον    | 1              | 0.137                                                   |
| cotila       | κοτύλη        | 2 hemikotylion | 0.274 (aproximadamente 1 taza)                          |
| choenix      | χοῖνιξ        | 4 cotylae      | aproximadamente 1 ración diaria de grano para un hombre |
| hemiekton    | ήμιέχτεον     | 4 choenix      | 4.384                                                   |
| hecteus      | ἑκτεύς        | 8 choenices    | 8.768                                                   |
| medimno      | μέδιμνος      | 6 hecteis      | 52.608                                                  |

### Medidas líquidas
| Unidad                           | Nombre griego                         | Equivalente | Sistema métrico (L)                          |
| -------------------------------- | ------------------------------------- | ----------- | -------------------------------------------- |
| listron, cochliarion, cheme (?)  | λιστρων, κοχλιάριον, χήμη (?)         | 1           | 0.0114 ≈ (1 cucharada de postre)             |
| mystron                          | μύστρον                               | 2 listron   | 0.0228                                       |
| kyathos                          | κύαθος                                | 4 listron   | 0.0456 (pequeño recipiente para servir vino) |
| oxivafon                         | όξύβαφον                              | 6 listron   | 0.0684 (pequeña copa de fondo plano)         |
| hemikotylion                     | ήμίκοτύλιον                           | 12 listron  | 0.1368                                       |
| cotila, hemina, hemiekton        | κοτύλη, ήμινα, ήμιέκτον               | 24 listron  | 0.2736 (aproximadamente una taza)            |
| hekteus, xestes, modius          | ήκτεύς, ξέσκης, μόδιος                | 2 cotyle    | 3.2832                                       |
| chous                            | χοῦς                                  | 12 cotylae  | 3.2832                                       |
| dichoron                         | δίχωρον                               | 96 cotile   | 26.266                                       |
| metreta, ánfora griega, keramion | μετρητής, αμφορέας Ελληνικά, κεραμιον | 144 cotylae | aproximadamente 1 ánfora de vino             |

## Moneda
La unidad básica del dinero griego era el óbolo.

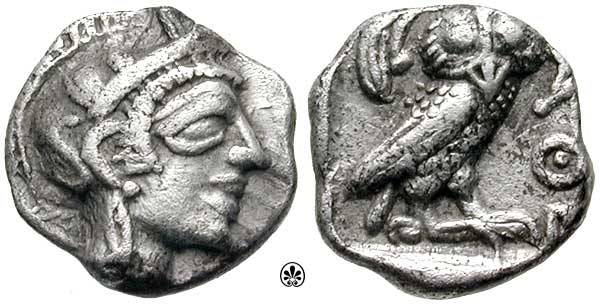
Atenas, 449 a. C., Óbolo de plata. Anverso: cabeza de Atenea guarnecida con un casco. Reverso:
búho y luna en cuarto creciente sobre él.

| Unidad  | Nombre griego | Equivalente |
| ------- | ------------- | ----------- |
| óbolo   | ὀβολός        | 1           |
| dracma  | δραχμή        | 6 óbolos    |
| mina    | μνᾶ           | 100 dracmas |
| talento | τάλαντον      | 60 minas    |

## Peso
Los pesos están frecuentemente asociados a la moneda, en tanto las unidades de moneda implican un peso prescripto de un metal determinado. Así por ejemplo, la libra inglesa ha sido ambas cosas: una unidad de peso y de moneda. Los pesos en Grecia conllevan una semejanza con la moneda, aunque el origen de los patrones griegos de peso frecuentemente se discuten. Había dos patrones dominantes de peso en el Mediterráneo oriental: uo originario de Eubea y que fue introducido en el Ática por Solón, y otro originario de Egina. El ático-eubeo supuestamente se basaba en el grano de cebada, de los cuales corresponderían supuestamente 12 a un óbolo. No obstante, los pesos que han sido determinados por historiadores y arqueólogos muestran considerables diferencias con los patrones considerados teóricamente. Tabla de los patrones derivados de las teorías:
| Unidad  | Nombre griego | Equivalente | Patrón ático/eubeo | Patrón de Egina | Sistema métrico (g |
| ------- | ------------- | ----------- | ------------------ | --------------- | ------------------ |
| óbolo   | ὀβολός        | 1           | 0.72 g             | 1.05 g          |                    |
| dracma  | δραχμή        | 6 óbolos    | 4.31 g             | 6.3 g           |                    |
| mina    | μνᾶ           | 100 dracmas | 431 g              | 630 g           |                    |
| talento | τάλαντον      | 60 minas    | 25.86 kg           | 37.8 kg         |                    |

## Tiempo
Los atenienses medían el tiempo con el reloj de sol. Los lapsos durante el día o la noche podían medirse con clepsidras que goteaban a un ritmo constante. Así como el día comienza en nuestro calendario gregoriano exactamente después de medianoche, para los griegos el nuevo día daba comienzo al ponerse el sol. Los griegos nombraban cada año con el del arconte epónimo y en los tiempos helenísticos los años se contaban en períodos de cuatro años, de acuerdo a las Olimpíadas. El año ateniense se dividía en doce meses, con un mes adicional (poseideon deuteros, 30 días) que se insertaba entre el mes seis y siete cada dos años. Aún con este mes intercalado, el calendario ático era aún bastante inseguro y ocasionalmente el arconte basileus debía agregar días a un año. El comienzo del año era con el solsticio de verano y a los meses se los nombraba según el nombre de las festividades religiosas atenienses: 

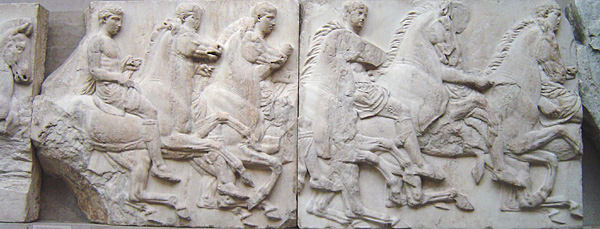
Fragmento de un friso de los mármoles de Elgin que muestra un desfile de caballería, parte de las festividades cuadrienales Panateneas, siempre realizadas en el mes Hecatombeón (julio/agosto).

| Mes          | Nombre griego | Equivalente gregoriano |
| ------------ | ------------- | ---------------------- |
| Hekatombaeon | Ἐκατομβαιών   | Junio-julio            |
| Metageitnion | Μεταγειτνιών  | Julio-agosto           |
| Boedromion   | Βοηδρομιών    | Agosto-septiembre      |
| Puanepsion   | Πυανεψιών     | Septiembre-octubre     |
| Maimakteron  | Μαιμακτηριών  | Octubre-noviembre      |
| Poseideon    | Ποσειδεών     | Noviembre-diciembre    |
| Gamelion     | Γαμηλιών      | Diciciembre-enero      |
| Anthesterion | Ἀνθεστηριών   | Enero-febrero          |
| Elaphebolion | Ἐλαφηβολιών   | Febrero-marzo          |
| Mounychion   | Μουνυχιών     | Marzo-abril            |
| Thargelion   | Θαργηλιών     | Abril-mayo             |
| Skirophorion | Σκιροφοριών   | Mayo-junio             |